# Xã Butler, Quận Montgomery, Ohio
Xã Butler (tiếng Anh: Butler Township) là một xã thuộc quận Montgomery, tiểu bang Ohio, Hoa Kỳ. Năm 2010, dân số của xã này là 7.894 người.